# 神門デジタルテレビ中継局
神門デジタルテレビ中継局（みかどデジタルテレビちゅうけいきょく）は、宮崎県東臼杵郡美郷町にあるデジタルテレビ中継局である。

## 概要
美郷町南郷の神門地区（南郷支所周辺地域）を放送区域としている。

## 放送設備

### 所在地
- 宮崎県東臼杵郡美郷町南郷神門（恋人の丘東方）

### 地上デジタルテレビ放送
| ID | 放送局名      | 放送局名      | 物理チャンネル | 空中線電力    | ERP  | 放送対象地域 | 放送区域内世帯数 |
| -- | ------------- | ------------- | -------------- | ------------- | ---- | ------------ | ---------------- |
| 1  | NHK宮崎       | 総合          | 20ch           | 10mW （30mW） | 77mW | 宮崎県       | 266世帯          |
| 2  | NHK宮崎       | Eテレ         | 18ch           | 10mW （30mW） | 77mW | 全国         | 266世帯          |
| 3  | UMKテレビ宮崎 | UMKテレビ宮崎 | 24ch           | 10mW （30mW） | 77mW | 宮崎県       | 266世帯          |
| 6  | MRT宮崎放送   | MRT宮崎放送   | 22ch           | 10mW （30mW） | 77mW | 宮崎県       | 266世帯          |

#### 補足
- 2010年8月31日予備免許交付、同9月7日試験放送開始、同10月1日本放送開始[6]。
- 実効輻射電力（ERP）：NHK総合・Eテレ、UMKテレビ宮崎が24mW[1][2][3]、MRT宮崎放送が25mWである[4]。
- 空中線電力は、九州総合通信局の資料（外部リンク参照）では0.01W（10mW）となっているが、2018年11月1日付の無線局免許状等情報では30mWとなっている[1][2][3][4]。